# Jerzy Chachuła

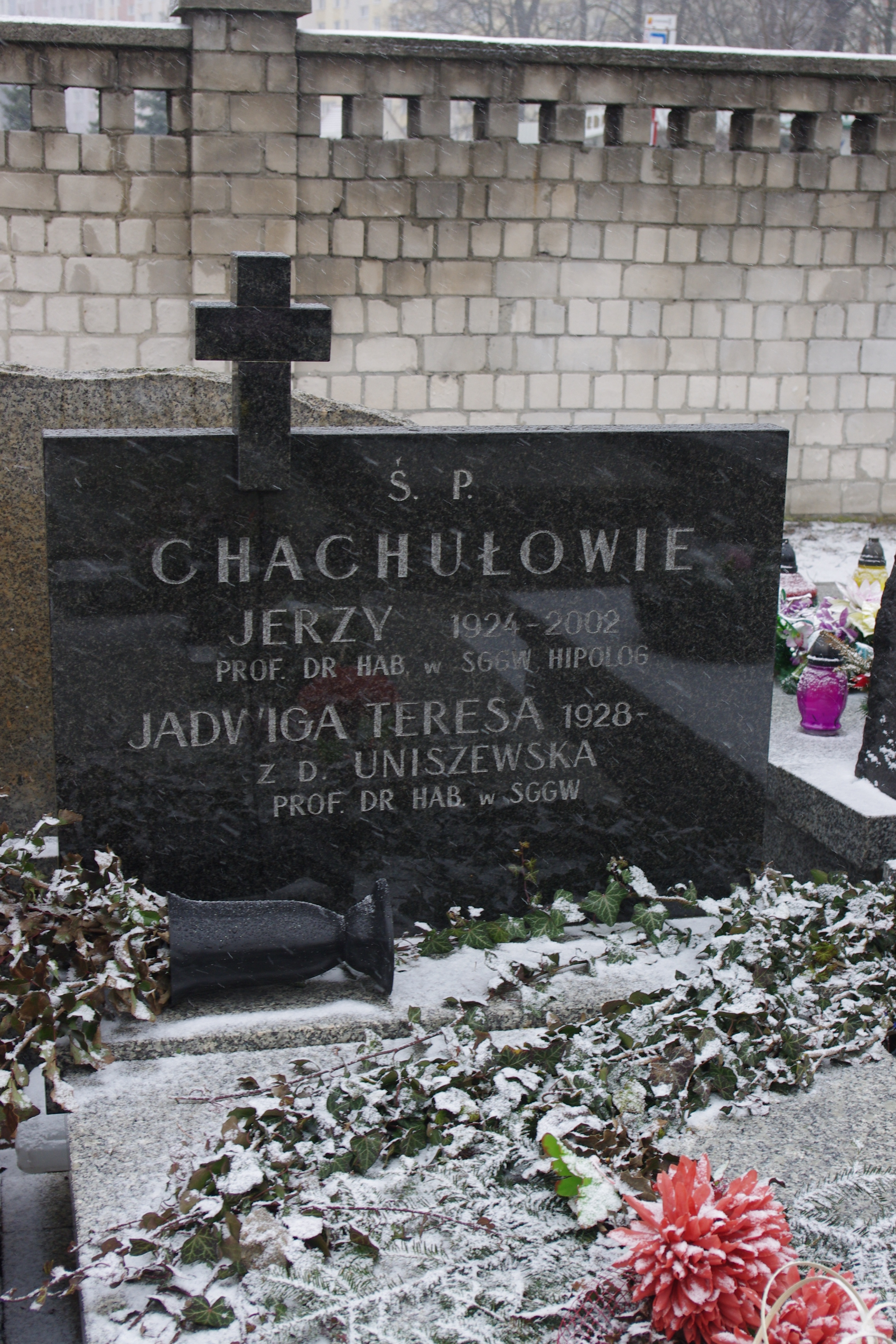
Grób prof. Jerzego Chachuły na cmentarzu Wawrzyszewskim w Warszawie

Jerzy Chachuła (ur. 1924, zm. 2002) – polski zootechnik, hipolog, prof. dr hab. SGGW.
Był pracownikiem Katedry Szczegółowej Hodowli Zwierząt Wydziału Nauk o Zwierzętach SGGW w Warszawie. Autor  pierwszej polskiej publikacji o hodowli koni sztumskich z 1962 r., pt. Koń Sztumski. 
Pochowany na cmentarzu Wawrzyszewskim w Warszawie.